# Pseudibatia
Pseudibatia là chi thực vật có hoa trong họ Apocynaceae.